# Kadecia Baird
Kadecia Baird (ur. 24 lutego 1995 w Georgetown) – gujańska lekkoatletka specjalizująca się w biegach sprinterskich.
Dotarła do półfinału biegu na 200 metrów podczas mistrzostw świata juniorów młodszych w 2011. Wicemistrzyni świata juniorek w biegu na 400 metrów z Barcelony (2012). W 2013 zdobyła złoto mistrzostw Ameryki Środkowej i Karaibów na dystansie 400 metrów.
Medalistka CARIFTA Games.

## Osiągnięcia
| Rok  | Impreza                                  | Miejsce   | Konkurencja        | Lokata     | Wynik |
| ---- | ---------------------------------------- | --------- | ------------------ | ---------- | ----- |
| 2011 | Mistrzostwa świata juniorów młodszych    | Lille     | bieg na 200 metrów | półfinał   | 24,53 |
| 2012 | Mistrzostwa świata juniorów              | Barcelona | bieg na 100 metrów | półfinał   | 12,24 |
| 2012 | Mistrzostwa świata juniorów              | Barcelona | bieg na 400 metrów | 2. miejsce | 51,04 |
| 2013 | CARIFTA Games                            | Nassau    | bieg na 400 metrów | 3. miejsce | 54,28 |
| 2013 | Mistrzostwa Ameryki Środkowej i Karaibów | Morelia   | bieg na 200 metrów | eliminacje | 23,79 |
| 2013 | Mistrzostwa Ameryki Środkowej i Karaibów | Morelia   | bieg na 400 metrów | 1. miejsce | 51,32 |
| 2013 | Mistrzostwa świata                       | Moskwa    | bieg na 400 metrów | eliminacje | 53,73 |
| 2014 | Mistrzostwa świata juniorów              | Eugene    | bieg na 400 metrów | eliminacje | DQ    |

## Rekordy życiowe
- Bieg na 100 metrów – 11,63 (8 czerwca 2012, Cicero)
- Bieg na 200 metrów (stadion) – 23,03 (25 marca 2017, San Antonio)
- Bieg na 200 metrów (hala) – 23,70 (18 stycznia 2014, Lincoln)
- Bieg na 400 metrów – 51,04 (13 lipca 2012, Barcelona) - rekord Gujany juniorów
- Bieg na 400 metrów (hala) – 53,34 (14 lutego 2014, Fayetteville)